# Championnat de France Superdivision de tennis de table 1993-1994
Navigation
Superdivision 1992-1993 Superdivision 1994-1995
| \| Levallois SC TT Pontoise-Cergy SAG Cestas TT Élan Chevilly Montpellier Hommes USKB ASPTT Lille Métropole CAM Bordeaux TT AL Eysines Montpellier Femmes \| Localisation des clubs engagés dans le championnat. |
| Levallois SC TT Pontoise-Cergy SAG Cestas TT Élan Chevilly Montpellier Hommes USKB ASPTT Lille Métropole CAM Bordeaux TT AL Eysines Montpellier Femmes                                                           |

La deuxième édition de la Superdivision a été remporté par Levallois chez les hommes qui conserve son titre pour la 6e année consécutive et par Montpellier-Le Crès (à la différence particulière) chez les femmes. Il s'agit pour ces dernières du premier titre de leur histoire, elles qui ont également atteint la finale de la Coupe d'Europe Nancy-Evans pour la première fois de l'histoire du tennis de table féminin français. Dijon et Fontenay, promus chez les hommes et le SMEC Metz et le CAM Bordeaux sont sportivement relégués en Nationale 1 à l'issue de la saison.

## Championnat Féminin
| Cl | Équipes                | Pts | J | V | D |
| -- | ---------------------- | --- | - | - | - |
| 1  | Montpellier-Le Crés TT | 27  | 9 | 9 | 0 |
| 2  | US Kremlin Bicêtre     | 23  | 9 | 7 | 2 |
| 3  | ASPTT Lille Métropole  | 19  | 9 | 5 | 4 |
| 4  | CAM Bordeaux           | 17  | 9 | 4 | 5 |
| 5  | SMEC Metz              | 13  | 9 | 2 | 7 |
| 6  | AL Eysines             | 9   | 9 | 0 | 9 |

## Championnat Masculin
- Levallois UTT
- SAG Cestas
- Montpellier-Le Crès TT
- AS Pontoise-Cergy TT
- Élan Nevers Nièvre

## Source
- Journal "Sud-Ouest" du lundi 7 mars 1994 pour la SD féminine